# Unidos por Hungría
Unidos Por Hungría (en húngaro: Egységben Magyarországért) fue una alianza política en Hungría que participó en las elecciones parlamentarias de 2022.

## Historia

### Fundación y propósito de la Alianza
Los partidos fundadores de la alianza en su formación fueron el Partido Socialista Húngaro (MSZP), Coalición Democrática (DK), el Movimiento por una Hungría Mejor (Jobbik), el LMP - Partido Verde de Hungría (LMP-MZP), Diálogo por Hungría y el Movimiento Momentum.
El objetivo de la alianza es nominar un candidato contra el candidato de FIDESZ-KDNP en cada uno de los 106 distritos electorales y, en caso de una victoria, cogobernar sobre la base de un programa y principios acordados en común.
No se espera que los partidos de la oposición se fusionen por completo, ya que el objetivo no es eliminar las diferencias, sino funcionar si no solo quieren un cambio de gobierno, sino “crear una Hungría habitable y duradera donde las diferencias se puedan discutir y gestionar”.

### Selección de candidatos
Los presidentes de los partidos acordaron poner en marcha un programa conjunto para el interés del país y consideraron la institución de la preelección como una herramienta legítima para la selección de candidatos individuales además de la vía negociada.
No solo los candidatos conjuntos individuales se deciden antes de las elecciones, sino también la persona que será candidato conjunto a primer ministro.

## Necesidad de colaboración
La necesidad de cooperación de la oposición surge de las características del último sistema electoral, la diversidad de los partidos de oposición y las características de teoría de juegos del comportamiento humano:
un sistema de votación pluralista de una sola ronda introducido en 2011 delega al candidato distrital con más apoyo al parlamento, incluso si su apoyo es en realidad inferior al 50%, solo los otros candidatos recibieron incluso menos apoyo individualmente. Esto es idéntico en el Reino Unido, sin embargo, en Hungría, se adoptó el sistema electoral y, por lo tanto, los distritos fueron creados únicamente por los partidos gobernantes, y muchos consideran que los distritos están manipulados a su favor.
debido a la unidad de los partidos gobernantes (Fidesz-KDNP) y con una oposición atomizada, los últimos votantes se han dividido naturalmente entre sus partidos durante años, por lo que su poder de voto en su mayoría no ha alcanzado la comunidad de derecha unilateral.
Los partidos de oposición se enfrentan a la tragedia de los bienes comunes conocida por la teoría de juegos, porque si persiguen únicamente sus intereses egoístas, es más probable que lleguen al parlamento y se mantengan a flote, aunque no pueden formar un gobierno, y su cooperación se ve obstaculizada por el hecho de que "un jugador egoísta en este juego, su comportamiento naturalmente implica un comportamiento similar por parte de otros":
“Según las reglas actuales, si se presenta un solo partido, debe llegar al 5% para ingresar, si son dos, el 10%, si son más, el 15%”. alcanzando el umbral más alto.
"a partir de ahora, un grupo político solo podrá estar formado por miembros del mismo partido que hayan elaborado una lista nacional y obtenido un mandato en las elecciones anteriores": esta es una condición crucial para mantenerse a flote.
de 106, "los candidatos deben ser nominados en 27 SMD (desde que aumentó a 71) para que la organización nominadora tenga una lista nacional" , pero los votos distritales se rompen si ingresan más candidatos de la oposición en un distrito
los votos por los candidatos perdedores se transfieren al nivel de la lista (aunque con un peso inherentemente menor), lo que alienta a cada partido a presentar un candidato en cada SMD si se postulan por separado, a menos que los acuerdos para retirarse tácticamente resulten más beneficiosos
Según Tibor Závecz, director gerente de Závecz Research, los datos de apoyo y la disposición a votar del lado de la oposición muestran que incluso puede haber una competencia cercana entre Fidesz y la oposición, que ha estado cooperando mucho más estrechamente que antes. Fidesz tiene una gran ventaja en la lista del partido, pero puede ser un retador potencial en la oposición unificadora. Según una encuesta de julio de 2020, el 87 % de los votantes de la oposición apoyó al candidato común, el 83 % también apoyó la lista común.

## Controversias dentro de la coalición
Una cooperación más estrecha a través de la alianza, pero también se espera mucho debate entre las partes. Se puede crear un programa conjunto a través de una estrecha cooperación entre el personal experto, las instituciones de fondo y las fundaciones del partido que las operan, lo que requiere la coordinación de recursos financieros y actividades de comunicación.
Se esperan debates serios sobre la selección de los 106 candidatos individuales, la cuestión de las listas conjuntas o separadas y la forma en que se seleccionará al candidato a primer ministro conjunto. La alianza nació de varias ideas; algunas partes apoyan la cooperación total, pero Péter Jakab, presidente de Jobbik, habló de dos tipos de listas, a saber, una lista MSZP-DK-Dialogue y una lista Jobbik-Momentum-LMP. Jakab dijo que necesitaba dos listas porque dijo que no mucha gente en las aldeas rurales votaría por los políticos que gobiernan antes de 2010. Se espera una decisión conjunta sobre esta cuestión a finales de 2020.
Según una encuesta de julio de 2020, solo el 5 por ciento quería más listas, el resto no estaba seguro. Los candidatos comunes fueron apoyados independientemente de la preferencia de partido, con diferencias en los simpatizantes de cada partido en la lista común: el 80 y el 81 por ciento de los votantes de DK y Momentum lo apoyarían "solo" (4 y 7 por ciento, respectivamente, se oponen firmemente), mientras que 88-91 por ciento de la tasa. En su opinión, esa lista sería psicológicamente mejor para la oposición. Sin embargo, según un analista de Political Capital, los votantes anti-Orbán pueden movilizarse mejor si tienen al menos una pequeña opción y pueden elegir al menos las agrupaciones de partidos más atractivas.

## Composición
La Oposición Unida está compuesta por los siguientes partidos políticos y organizaciones:

### Partidos miembros
| Partido | Partido                          | Ideología               | Líder (es)                    |
| ------- | -------------------------------- | ----------------------- | ----------------------------- |
|         | Partido Socialista Húngaro       | Socialdemocracia        | Bertalan Tóth Ágnes Kunhalmi  |
|         | Coalición Democrática            | Socioliberalismo        | Ferenc Gyurcsány              |
|         | Movimiento por una Hungría Mejor | Conservadurismo         | Péter Jakab                   |
|         | LMP - Partido Verde de Hungría   | Liberalismo verde       | László Lóránt Keresztes       |
|         | Diálogo por Hungría              | Política verde          | Gergely Karácsony Tímea Szabó |
|         | Movimiento Momentum              | Liberalismo             | Anna Orosz                    |
|         | Partido Liberal Húngaro          | Liberalismo             | Anett Bősz                    |
|         | Partido Popular del Nuevo Mundo  | Conservadurismo liberal | József Pálinkás               |
|         | Nuevo Comienzo                   | Liberalismo conservador | Krisztina Hohn                |

### Organizaciones
| Organización | Organización                | Ideología               | Líder             |
| ------------ | --------------------------- | ----------------------- | ----------------- |
|              | Movimiento Todos en Hungría | Conservadurismo liberal | Péter Márki-Zay   |
|              | Movimiento 99               | Progresismo             | Gergely Karácsony |

## Resultados electorales

### Asamblea Nacional
| Elecciones | Asamblea nacional | Asamblea nacional | Asamblea nacional       | Asamblea nacional | Gobierno  |
| Elecciones | N° de votos       | % de votos        | N° de escaños obtenidos | +/–               | Gobierno  |
| ---------- | ----------------- | ----------------- | ----------------------- | ----------------- | --------- |
| 2022       | 1.947.117         | 34,46% (2°)       | 57/199                  | 5                 | Oposición |

| Partido                          | Escaños |
| -------------------------------- | ------- |
| Coalición Democrática            | 15/57   |
| Partido Socialista Húngaro       | 10/57   |
| Movimiento Momentum              | 10/57   |
| Movimiento por una Hungría Mejor | 10/57   |
| Diálogo por Hungría              | 6/57    |
| LMP - Partido Verde de Hungría   | 5/57    |
| Independientes                   | 1/57    |